# Dysdera affinis
Dysdera affinis este o specie de păianjeni din genul Dysdera, familia Dysderidae, descrisă de Ferrández, 1996.
Este endemică în Spania. Conform Catalogue of Life specia Dysdera affinis nu are subspecii cunoscute.